# Svatořečení Romanovců
Svatořečení Romanovců je označení pro povýšení poslední ruské carské rodiny – cara Mikuláše II., jeho manželky carevny Alexandry a jejich pěti dětí Olgy, Taťány, Marie, Anastázie a Alexeje ruskou pravoslavnou církví.
Rodina byla zavražděna bolševiky 17. července 1918 v Ipaťjevově domě v Jekatěrinburgu. Dům byl později zbořen. Na tomto místě byl v letech 2000-2003 postaven Chrám Všech svatých na krvi, jehož prestol (oltář) stojí nad místem popravy carské rodiny.

## Kanonizace
Dne 1. listopadu 1981 byli ruský velkovévoda Michail Alexandrovič (mladší bratr Mikuláše II.) a jeho sekretář Nicholas Johnson svatořečeni Ruskou pravoslavnou církví v zahraničí. Oba muži byli 13. června 1918 zavražděni v Permu.
Dne 15. srpna 2000 oznámila ruská pravoslavná církev svatořečení Mikuláše II. a jeho nejbližší rodiny za jejich pokoru, trpělivost a mírnost během jejich věznění a popravy bolševiky.
Dne 3. února 2016 biskupská rada Ruské pravoslavné církve kanonizovala osobního lékaře Mikuláše II., Eugena Botkina, jako spravedlivého nositele ctností.